# Sophronica flavovittata
Sophronica flavovittata là một loài bọ cánh cứng trong họ Cerambycidae.